# Off-Broadway
Et off-Broadway teater er et professionelt teater i New York City med en kapacitet på mellem 100 og 499 tilskuere. Disse teatre er mindre end Broadway-teatre, men større end off-off-Broadway (en) teatre, som huser færre end 100 tilskuere.

## Eksterne links
- Wikimedia Commons har flere filer relateret til Off-Broadway
- Internet Off-Broadway Database
- The League of Off-Broadway Theatres and Producers